# Kuku Fidelis
Kuku Emmanuel Fidelis (Kaduna, 10 marzo 1999) è un calciatore nigeriano, attaccante dell'AD Oliveirense.

## Caratteristiche tecniche
È un'ala destra.

## Carriera

### Club
Cresciuto nel settore giovanile del Vizela, debutta in prima squadra il 12 agosto 2018 in occasione dell'incontro di Campeonato de Portugal perso 1-0 contro il Gil Vicente. Nel 2020 viene ceduto a titolo definitivo al Boavista, che lo aggrega inizialmente alla propria formazione Under-23.

### Nazionale
Ha giocato nella nazionale nigeriana Under-17.

## Statistiche
Statistiche aggiornate al 21 marzo 2021.

### Presenze e reti nei club
| Stagione        | Squadra         | Campionato      | Campionato | Campionato | Coppe nazionali | Coppe nazionali | Coppe nazionali | Coppe continentali | Coppe continentali | Coppe continentali | Altre coppe | Altre coppe | Altre coppe | Totale | Totale | Totale |
| Stagione        | Squadra         | Comp            | Pres       | Reti       | Comp            | Pres            | Reti            | Comp               | Pres               | Reti               | Comp        | Pres        | Reti        | Pres   | Reti   |        |
| --------------- | --------------- | --------------- | ---------- | ---------- | --------------- | --------------- | --------------- | ------------------ | ------------------ | ------------------ | ----------- | ----------- | ----------- | ------ | ------ | ------ |
| 2018-2019       | Vizela          | CdP             | 13         | 6          | CP+CdL          | 0               | 0               |                    | -                  | -                  |             | -           | -           | 13     | 6      |        |
| 2020-2021       | Boavista        | PL              | 4          | 0          | CP+CdL          | 0               | 0               |                    | -                  | -                  |             | -           | -           | 4      | 0      |        |
| Totale carriera | Totale carriera | Totale carriera | 17         | 6          |                 | 0               | 0               |                    | -                  | -                  |             | -           | -           | 17     | 6      |        |